# دراگان یاکوولیویچ
دراگان یاکوولیویچ (سیریلیک صربی: Драган Jaкoвљeвић؛ زادهٔ ۲۳ فوریهٔ ۱۹۶۲) بازیکن فوتبال اهل یوگسلاوی بود.
از باشگاه‌هایی که در آن بازی کرده‌است می‌توان به باشگاه فوتبال رویال آنتورپ، باشگاه فوتبال نانت، و باشگاه فوتبال سارایوو اشاره کرد.
وی همچنین در تیم ملی فوتبال یوگسلاوی بازی کرده‌است.